# Jüdische Gemeinde Neuburg an der Kammel
Die Jüdische Gemeinde Neuburg an der Kammel war eine von 1431 bis 1675 bestehende jüdische Gemeinde im schwäbischen Neuburg an der Kammel im heutigen Landkreis Günzburg in Bayern.
Die Neuburger Juden hatten ihre Häuser vor allem in der Judengasse, der heutigen Bergstraße. Die Synagoge stand laut Überlieferung im Bereich der heutigen Grundstücke Bergstraße 1 und 3, also am östlichen Ende der Straße, wo diese in den Marktplatz übergeht. Der Jüdische Friedhof, von dem heute nichts mehr erhalten ist, ist ab 1565 nachgewiesen. Er lag auf dem heute noch Judenberg genannten Höhenrücken westlich des Ortes – südlich der Straße nach Wattenweiler, die die Verlängerung der Bergstraße ist.
Als die Juden aus Neuburg vertrieben wurden, siedelten sie sich teilweise in den am nächsten gelegenen jüdischen Gemeinden Ichenhausen und Hürben an.